# عمر الصغير
ليتل عمر أو عمر الصغير (Petit Omar or Little Omar) هو لقب للفتى الثوري الجزائري يوسف عمر (1944-1957)، وهو شخصية بارزة في ثورة التحرير الجزائرية.

## سيرته الشخصية
ولد يوسف عمر في عام 1944 في قصبة الجزائر في عائلة قبائلية. هو ابن شقيق يوسف سعدي، زعيم منطقة الحكم الذاتي في الجزائر. كان عمر الصغير ضابط الاتصال بين المقاتلين وقادة جبهة التحرير الوطني الجزائرية خلال «معركة مدينة الجزائر».
نشأ عمر في منزل عائلي كبير مع عمه يوسف سعدي، وسمح له هذا برؤية شخصيات الثورة الجزائرية مثل عبان رمضان، وكريم بلقاسم، والعقيد عمران، ورابح بيطاط، وعلي لا بوانت الذين كانوا يزورون عمه بانتظام. فكان عمر هو وسيلة الاتصال بين المقاتلين وقادة جبهة التحرير الوطني حيث لم يستطع اي فرنسيين اكتشافه لانهم كانو يضنون انه طفل صغير و لا يشكل اي تهديد، ونجح في عبور جميع حواجز الشرطة والهرب من المظليين الفرنسيين في أصعب لحظات معركة الجزائر.
في 8 أكتوبر 1957، دمر جنود الكوماندوز من فوج المظلات الأجنبية الأول المنزل الذي كان يختبئ فيه بعد رفضهم الاستسلام، وقتلوه مع حسيبة بن بوعلي وعلي لا بوانت وحميد بوحيمي و16 آخرين.

## تكريمه
تم تسمية مستشفى جديد يقع في ذراع بن خدة باسم «مستشفى يوسف عمر» تكريما لطفل القصبة. كان عمه يوسف السعدي حاضراً يوم الافتتاح في 18 فبراير 2014.

## في الثقافة الشعبية
لعب محمد بن قسن دور عمر في الفيلم الإيطالي الجزائري "معركة الجزائر" عام 1966.